# Letlhakane
Letlhakane es una ciudad situada en el Distrito Central, Botsuana.Se encuentra al sur de Mmatshumo. Tiene una población de 22.911 habitantes, según el censo de 2011.
A una distancia de entre 15 y 20 km de Letlhakane hay cuatro minas de diamantes. Tres de las minas son explotadas por Debswana: Letlhakane, Orapa en el noroeste y Damtshaa en el norte. La otra mina es explotada por Boteti Mining (Karowe diamond mine) situada en el suroeste de la aldea. Boteti Mining es propiedad de Lucara Diamonds.